# Nonea palmyrensis
Nonea palmyrensis är en strävbladig växtart som först beskrevs av George Edward Post, och fick sitt nu gällande namn av Samuelss. Nonea palmyrensis ingår i släktet nonneor, och familjen strävbladiga växter. Inga underarter finns listade i Catalogue of Life.